# فولکس‌واگن کانستلیشن
فولکس‌واگن کانستلیشن (Volkswagen Constellation) خودرویی است که از سال ۲۰۰۵ تا کنون در برزیل تولید شده‌است. است.